# Emílio Chagas
Emílio Chagas é um jornalista, publicitário, comunicador e produtor de eventos gaúcho, conhecido como um dos criadores da revista Tição, em 1978, ao lado de Jorge Freitas, então estudante de jornalismo da UFRGS. Seu pai, cearense, participou da Revolução Constitucionalista de 1932, ao lado da Força Pública de São Paulo. Com a derrota no conflito, veio para o Rio Grande do Sul e se incorporou força pública gaúcha; no que seria a Brigada Militar. Ao contrário do que se possa pensar, tal transferência foi na verdade uma alternativa à outra punição reservada para os derrotados: o fuzilamento.
Antes da da revista Tição, Emílio já trabalhara em outros periódicos da imprensa alternativa, como a Paralelo, em São Paulo, e o Jornal Movimento.
Por conta de seus pais e da politização da época, foi próximo às questões políticas de seu tempo. Sua família era, na totalidade, brizolista. Devido ao golpe de 1964, diversos familiares seus foram obrigados a fugir ou se esconder, na medida em que se iniciavam as perseguições e as primeiras prisões. Em 1968, no auge do recrudescimento e radicalização do regime militar com o AI-5, ele inicia seus estudos no colégio Júlio de Castilhos, e acaba por simpatizar com uma célula pequena do Partido Operário Comunista, o POC.

A revista Tição, ao lado de outros movimentos como o Grupo Palmares, foram e são grandes expressões do ativismo político e cultural do movimento negro brasileiro. Enquanto que o Grupo Palmares trazia à tona questões históricas e culturais, a revista Tição debatia questões políticas e revolucionárias. Havia grandes interações entre esses movimentos, com Oliveira Silveira participando diversas vezes da Tição e inclusive contribuindo para o seu nome, como vemos em uma entrevista concedida por Emílio Chagas: 

"O nome da revista foi do Oliveira [Silveira], se não me falha a memória. Porque a gente queria assumir tudo aquilo, chamar para nós de pejorativo, os que eram negros, mais pretos, os brancos chamavam de “tição”. Como essa coisa da “negrice”, fazer uma coisa assim, dizem: “ah, isso é „negrice‟”. Então, tem um movimento que é assumir inclusive essa questão da “negrice”. E a [Revista] Tição é um reflexo basicamente disso. [Dissemos]: “Ah, bom, vamos assumir, porque afinal não tem nenhum problema em ser „tição‟, em ser preto mais escuro ou menos escuro”. E isso causou um grande..." 